# Tháng 2 năm 2010
Tháng 2 năm 2010 bắt đầu vào Thứ Hai và kết thúc sau 28 ngày vào Chủ Nhật.

## Chủ đề:Thời sự
| Thứ hai, ngày 1 tháng 2 |
| - Một phụ nữ cho nổ quả bom mang theo người trong khi đang đi giữa những người giáo phái Shiite hành hương ở Bagdad, làm thiệt mạng ít nhất 54 người và làm bị thương 117 người khác. |

| Thứ ba, ngày 2 tháng 2 |
| - Liên Hợp Quốc lên tiếng cảnh cáo rằng tình hình an ninh tại Haiti vẫn còn rất bất ổn, sau khi xảy ra vụ một nhóm người võ trang tấn công đoàn xe chở thực phẩm. - Hãng hàng không Continental Airlines của Mỹ và năm người đàn ông ra trước tòa vì vai trò của họ trong vụ rớt một chiếc máy bay Concorde của hãng Air France vào năm 2000, đưa tới việc chấm dứt di chuyển bằng loại máy bay siêu âm xa xỉ. |

| Thứ tư, ngày 3 tháng 2 |
| - Liên quân gồm các đơn vị NATO và quân chính phủ Afghanistan tấn công vào một khu nhà của Taliban trong làng Khushan thuộc quận Nad Ali, trong tỉnh Helmand, trong vùng Nam Afghanistan, vào sáng sớm, hạ sát 32 phiến quân, nơi dự trù sẽ diễn ra một cuộc hành quân lớn nhằm đánh bật Taliban ra khỏi khu vực họ kiểm soát lâu nay. Có ba binh sĩ Afghanistan tử thương và bốn người khác bị thương. - Theo Thủ tướng Haiti, Jean Max Bellerive, số nạn nhân của trận động đất 7,0 tại Haiti, lên đến con số trên 200.000 người. - Cuộc tấn công của các tay nổ bom tự sát làm thiệt mạng ba quân nhân Hoa Kỳ bằng cách đâm chiếc xe chở đầy thuốc nổ của mình vào chiếc xe Hoa Kỳ tại Hạ Dir, trong vùng Tây Bắc Pakistan, tạo ra nghi vấn cho rằng kẻ này có tin tức về lộ trình di chuyển của các nạn nhân. |

| Thứ sáu, ngày 5 tháng 2 |
| - Lực lượng hải kích Đan Mạch trên chiếc Absalon tấn công lên chiếc tàu Ariella bị hải tặc Somalia chiếm giữ và giải cứu thủy thủ đoàn gồm 25 người, đánh dấu lần đầu tiên một chiến hạm đồng minh can thiệp trong khi xảy ra vụ cướp tàu, theo lời các phát ngôn viên Hải quân. |

| Thứ bảy, ngày 6 tháng 2 |
| - Một nhóm phiến quân Iraq giáo phái Shī'ah đưa lên mạng một đoạn phim về Issa Salomi, một công dân Mỹ họ đang cầm giữ, có vẻ là nhân viên làm hợp đồng cho quân đội Mỹ mới được loan báo mất tích. Họ đòi phải trả tự do cho các thành phần phiến quân cũng như truy tố các nhân viên làm việc cho công ty Blackwater bị cáo buộc giết 17 người Iraq năm 2007 tại Bagdad. - Jairo Miguel, một tay đấu bò trẻ tuổi Tây Ban Nha, chỉ mới 16 tuổi, dám một mình đấu liên tiếp sáu con bò trong cùng một buổi, một điều mà chỉ các tay đấu bò lão luyện mới dám thực hiện. - Săn cá voi tại Nhật Bản: - Tàu Bob Barker và thuyền phóng lao Yu-shin Maru số 3 của Nhật đụng nhau trên vùng biển Nam Cực băng giá, đưa tới hư hại nhẹ cho cả hai chiếc tàu. Những người chống săn cá voi "giao chiến" bằng súng phun nước với một đội tàu săn cá voi của Nhật Bản mà họ theo sát ở vùng biển Nam Băng Dương, giữa lúc những cuộc đụng độ trên biển tiếp tục, sau khi đã xảy ra những vụ đụng nhau và một chiếc tàu bị chìm. |

| Chủ nhật, ngày 7 tháng 2 |
| - Ngân hàng Quốc gia Ba Lan loan báo sẽ cho phát hành 100.000 tờ tiền giấy đặc biệt kỷ niệm sinh nhật thứ 200 của soạn nhạc gia tài ba Frédéric Chopin có trị giá 20 zloty (tương đương 5 Euro) có hình Chopin và cho bán trên mạng máy tính với giá từ 25 cho đến 50 zloty. Việc bán các đồng tiền kỷ niệm này trên trang mạng của ngân hàng Ba Lan, được thực hiện trong khoảng thời gian từ ngày 9 đến 12 tháng 2, năm 2010. Năm 2010, Ba Lan long trọng tổ chức sinh nhật thứ 200 của nhạc sĩ Chopin, với hàng trăm buổi hòa nhạc, triển lãm, chiếu phim về nhạc sĩ tài hoa này. - Ấn Độ thành công trong việc bắn thử hỏa tiễn Agni III có khả năng mang theo đầu đạn hạt nhân với tầm bắn đủ xa để tới các mục tiêu khắp vùng Châu Á và Trung Đông. Đây là lần phóng thứ tư của hỏa tiễn Agni III. Lần bắn thử đầu tiên năm 2006 bị thất bại nhưng hai lần phóng sau đó đều thành công. Vụ bắn thử hỏa tiễn này của Ấn Độ có vẻ sẽ không làm gây ra sự căng thẳng với Pakistan. - Cử tri Costa Rica bầu lên nữ tổng thống đầu tiên, với đảng cầm quyền thắng lớn sau khi đưa ra lập trường tiếp tục duy trì chính sách kinh tế tự do ở quốc gia được coi là ổn định nhất ở Trung Mỹ. Lưu trữ ngày 25 tháng 2 năm 2010 tại Wayback Machine |

| Thứ hai, ngày 8 tháng 2 |
| - Chính phủ Pháp đồng ý bán cho Nga một chiến hạm Mistral tối tân loại đổ bộ và sẽ cứu xét yêu cầu mua thêm ba chiếc của quốc gia này. Đây sẽ là lần đầu tiên có vụ buôn bán võ khí lớn giữa Nga và một quốc gia trong khối NATO. - Một loạt các vụ tuyết lở xảy ra trên một ngọn đèo, khu vực có con đường hầm Salang, Afghanistan, làm thiệt mạng 172 người. Lưu trữ ngày 23 tháng 3 năm 2010 tại Wayback Machine - Chỉ huy quân sự cao cấp nhất của Taliban là Abdul Ghani Baradar bị bắt tại Kirachi, Pakistan, trong một cuộc bố ráp bí mật, kết hợp giữa các lực lượng tình báo Hoa Kỳ và Pakistan. |

| Thứ ba, ngày 9 tháng 2 |
| - Một cựu đồng minh thân cận của Tổng thống Philippines Gloria Arroyo và 196 người khác bị truy tố tội sát nhân vì dính líu đến cuộc thảm sát liên quan đến bầu cử gây kinh hoàng cho quốc gia này. - Quân đội Hoa Kỳ mở một cuộc hành quân thăm dò để chuẩn bị cho chiến dịch tấn công của liên quân Hoa Kỳ và chính phủ Afghanistan nhắm vào thành phố Marjah do Taliban kiểm soát ở vùng Nam Afghanistan. Lưu trữ ngày 14 tháng 6 năm 2012 tại Wayback Machine |

| Thứ tư, ngày 10 tháng 2 |
| - Cảnh sát Mumbai bắt giữ hơn 1.000 người với hy vọng sẽ ngăn cản được cuộc biểu tình bạo động lớn nhắm vào cuốn phim My Name Is Khan sắp được trình chiếu ngày 12 tháng 2. - Nhiếp ảnh viên Ibrahim Jassam của Iraq hành nghề tự do, làm việc cho thông tấn xã Reuters, được quân đội Hoa Kỳ phóng thích sau 17 tháng cầm giữ tại Iraq. - Theo một chuyên gia Nga, Việt Nam đang trở thành một khách hàng mua vũ khí chủ yếu của Nga sau Ấn Độ, với một số hợp đồng trị giá hàng tỷ đô la Mỹ được ký kết. |

| Thứ năm, ngày 11 tháng 2 |
| - Theo một án lệnh do tòa án Paris đưa ra, công ty eBay sẽ phải bồi thường khoảng $316.500 cho công ty Louis Vuitton là tiền chi phí luật sư và thiệt hại cũng như chấm dứt việc sử dụng các tên để tìm kiếm trên mạng mà công ty Louis Vuitton phản đối. |

| Thứ bảy, ngày 13 tháng 2 |
| - Mìn bẫy làm chậm bước tiến hàng ngàn binh sĩ TQLC Hoa Kỳ và quân đội chính phủ Afghanistan khi tấn công vào thành phố Marjah do phiến quân Taliban kiểm soát. Hơn 30 trực thăng đổ quân xuống ngay giữa lòng thành phố Marjah vào lúc khoảng 3 giờ sáng giờ địa phương. - Phó chủ tịch đảng đối lập đòi dân chủ ở Myanmar, Tin Oo được chính quyền quân sự trả tự do sau gần bảy năm bị giam cầm và Tin Oo hy vọng là lãnh tụ Aung San Suu Kyi cũng sẽ được tự do trong thời gian tới. |

| Chủ nhật, ngày 14 tháng 2 |
| - Dick Francis, một trong những nhà văn viết truyện trinh thám có sách bán chạy nhất ở Anh, cũng là cựu vô địch đua ngựa, qua đời tại tư gia ở Quần đảo Cayman, hưởng thọ 89 tuổi. |

| Thứ hai, ngày 15 tháng 2 |
| - Hai xe lửa đụng đầu nhau tại Halle, ngay bên ngoài thủ đô Bruxelles, Bỉ, trong giờ cao điểm buổi sáng khiến 18 người tử nạn và 162 bị thương. Đây là tai nạn xe lửa thảm khốc nhất ở nước này trong 50 năm. - Thành phần tình nghi du kích Cộng sản theo khuynh hướng Mao Trạch Đông đi trên các xe gắn máy hạ sát 24 hay 25 cảnh sát viên trong cuộc tấn công táo bạo vào một đồn cảnh sát ở phía Đông Ấn Độ. |

| Thứ ba, ngày 16 tháng 2 |
| - Các cuộc thử nghiệm của chính phủ Thái Lan cho thấy máy dò bom GT200 họ mua trị giá tổng cộng $21 triệu chỉ chính xác vào khoảng 20%, nhưng sẽ vẫn tiếp tục được sử dụng. Lưu trữ ngày 14 tháng 7 năm 2010 tại Wayback Machine |

| Thứ năm, ngày 18 tháng 2 |
| - Chính phủ Pakistan bắt được Mullah Abdul Salam và Mullah Mir Mohammad tại tỉnh Baluchistan của Pakistan. Họ là hai "tỉnh trưởng" thuộc lực lượng Taliban tại hai tỉnh Kunduz và Baghlan. - Vận động viên môn cờ vua Lê Quang Liêm của Việt Nam giành ngôi vô địch tại Giải cờ vua Aeroflot mở rộng thứ 9 với 7 điểm / 9 vòng (+5 =4). Với danh hiệu vô địch giải đấu Lê giành quyền tham dự giải Dortmund trong năm. - Một nhóm quân sĩ tấn công vào dinh tổng thống Niger, bắt giữ Tổng thống Tandja Mamadou và thiết lập một chính quyền quân sự. |

| Thứ sáu, ngày 19 tháng 2 |
| - Thủ tướng Úc ra hạn chót vào tháng 11 để Nhật ngưng chương trình săn cá voi để nghiên cứu của họ, giết chết hàng trăm cá voi một năm ở vùng biển Nam Băng Dương, nếu không sẽ đứng trước hành động pháp lý quốc tế. |

| Thứ bảy, ngày 20 tháng 2 |
| - Nữ Thủ tướng Yulia Volodymyrivna Tymoshenko của Ukraina rút lại đơn kiện kết quả cuộc bầu cử tổng thống vừa qua, nói rằng bà không còn tin tưởng vào hệ thống tòa án ở quốc gia này. - Chính phủ liên hiệp ở Hà Lan sụp đổ vì có bất đồng ý kiến liên quan đến việc tiếp tục nhiệm vụ của lực lượng quân sự gồm 1.600 người thuộc quốc gia này ở Afghanistan hay không. Người ta trông đợi có cuộc bầu cử sớm vào ngày 9 tháng 6 năm 2010 để lập chính phủ mới. |

| Chủ nhật, ngày 21 tháng 2 |
| - Chỉ huy cao cấp Albader Parad của phiến quân Abu Sayyaf, lực lượng nổi dậy Hồi giáo có liên hệ với al-Qaeda, ở trong số sáu phiến quân bị giết trong cuộc giao tranh trên đảo Jolo phía Nam Philippines. |

| Thứ hai, ngày 22 tháng 2 |
| - Một số nước Châu Mỹ Latinh cùng nhau tuyên bố ủng hộ Argentina trong việc tranh chấp với Anh về chủ quyền quần đảo Falkland. |

| Thứ ba, ngày 23 tháng 2 |
| - Khu trục hạm Farragut của Hải quân Hoa Kỳ gửi một trực thăng loại SH-60B ngăn chặn cuộc tấn công nhắm vào một thương thuyền Barakaale 1 của Tanzania và bắt giữ tám nghi can hải tặc Somalia. |

| Thứ tư, ngày 24 tháng 2 |
| - Theo tờ báo Haaretz, Mosab Hassan Yousef, con trai của một trong số các nhân vật sáng lập tổ chức dân quân Hamas, từng làm điềm chỉ cho Israel trong hơn một thập niên, cung cấp các tin tức tình báo tối mật giúp ngăn chặn hàng chục vụ nổ bom tự sát cũng như các cuộc tấn công khác nhắm vào Israel. |

| Thứ sáu, ngày 26 tháng 2 |
| - Trận bão Xynthia lớn, xảy ra vào cuối mùa đông, đi cùng với mưa to gió lớn gây nhiều thiệt hại tại Pháp, Tây Ban Nha, Bồ Đào Nha và Đức, khiến ít nhất 63 người thiệt mạng. |

| Thứ bảy, ngày 27 tháng 2 |
| - Một trong những vụ động đất lớn nhất trên thế giới đánh vào Chile, gây sụp đổ nhà cửa, cầu cống và làm mặt đất nứt lớn tới mức xe cộ rơi luôn vào đó. Sóng thần đe dọa tất cả các quốc gia nằm bên bờ Thái Bình Dương, vào khoảng một phần tư trái đất, suýt đánh trúng Hawaii khiến đảo này phải ra lệnh báo động trong nửa ngày 27 tháng 2. Lưu trữ ngày 17 tháng 9 năm 2011 tại Wayback Machine |

| Chủ nhật, ngày 28 tháng 2 |
| - Số người chết trong động đất Chile vượt quá 700 và có lẽ còn cao hơn nữa, các nhân viên cứu cấp gấp rút tìm kiếm những người có thể còn sống sót bị chôn vùi trong các đống nhà cửa sụp đổ. |